# (121719) Georgeshaw
(121719) Georgeshaw est un astéroïde de la ceinture principale.

## Description
(121719) Georgeshaw est un astéroïde de la ceinture principale. Il fut découvert le 7 décembre 1999 aux monts Santa Catalina par le projet Catalina Sky Survey. Il présente une orbite caractérisée par un demi-grand axe de 3,14 UA, une excentricité de 0,17 et une inclinaison de 12,8° par rapport à l'écliptique.
Il est nommé d'après George B. Shaw, contributeur de la mission OSIRIS-REx dont l'objet est l'étude de l'astéroïde (101955) Bénou.